# Sterling City
Sterling City är administrativ huvudort i Sterling County i Texas. Enligt 2010 års folkräkning hade Sterling City 888 invånare.